# Shamli
Shamli è una suddivisione dell'India, classificata come municipal board, di 89.861 abitanti, situata nel distretto di Muzaffarnagar, nello stato federato dell'Uttar Pradesh. In base al numero di abitanti la città rientra nella classe II (da 50.000 a 99.999 persone).

## Geografia fisica
La città è situata a 29° 26' 60 N e 77° 19' 0 E e ha un'altitudine di 247 m s.l.m..

## Società

### Evoluzione demografica
Al censimento del 2001 la popolazione di Shamli assommava a 89.861 persone, delle quali 48.130 maschi e 41.731 femmine. I bambini di età inferiore o uguale ai sei anni assommavano a 13.239, dei quali 7.395 maschi e 5.844 femmine. Infine, coloro che erano in grado di saper almeno leggere e scrivere erano 57.655, dei quali 33.717 maschi e 23.938 femmine.